# باشگاه ورزشی النقل
باشگاه ورزشی النقل (عربی: نادي النقل الرياضي، به معنای باشگاه ورزشی حمل‌ونقل)، یک باشگاه ورزشی عراقی مستقر در بغداد بود که در سال ۱۹۳۷ با نام السکک الحدید (عربی: السكك الحديد، به معنی راه‌آهن) تأسیس شد. آنها در سال ۱۹۷۴ به النقل تغییر نام دادند و در اولین فصل لیگ ستارگان عراق (بالاترین سطح فوتبال باشگاهی عراق) شرکت کردند و به مقام نایب‌قهرمانی رسیدند.
این باشگاه در سال ۱۹۷۵ منحل شد زیرا هیچ پشتیبان مالی نداشت. بازیکنان فوتبال النقل برای پیوستن به باشگاه تازه تأسیس الزورا که به یکی از موفق‌ترین باشگاه‌های فوتبال عراق تبدیل شده‌بود، تلاش کردند.